# 교수대

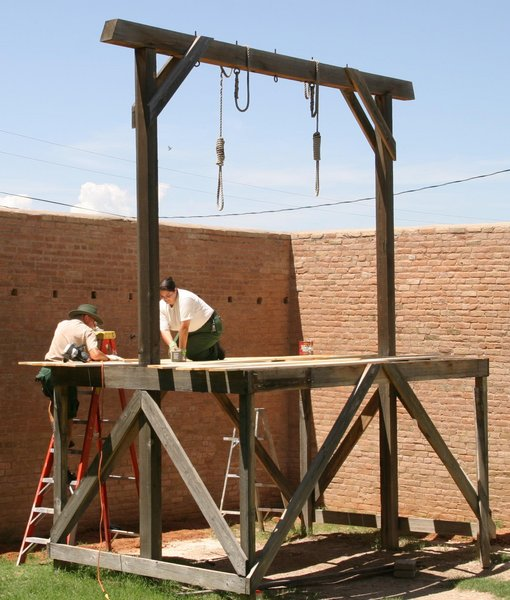
교수대

교수대(絞首臺)는 교수형을 집행하는 데 사용되는 형구이다. 사형수의 목에 포승을 매단 후 올려서 교수형을 집행하는 데 사용되는 교수대와 사형수의 목에 포승을 매단후 사형수가 위치한 마루가 아래로 처지게 하여 매달려 교수형을 집행하는 데 사용되는 교수대가 있다. 대한민국에서는 후자를 택하고 있다.

## 같이 보기
- 사형